# Escut de Fontanars dels Alforins
L'escut de Fontanars dels Alforins és un símbol representatiu oficial de Fontanars dels Alforins, municipi del País Valencià, a la comarca de la Vall d'Albaida. Té el següent blasonament:
| « | Escut quadrilong de punta redona. En camper de sinople, dues cases d'or posades en pal, acostades de dos arbres àlbers d'argent. En cap, d'or, quatre pals de gules. Al timbre, corona reial oberta, segons l'ús del Regne de València. | » |

## Història
Aquest escut fou aprovat per Resolució de 26 de febrer de 2016, de la Presidència de la Generalitat, publicada en el DOCV núm. 7.734 de 4 de març de 2016.
Les cases representen el poblat i els àlbers són armes parlants en record de l'antic nom de la població l'Alqueria dels Àlbers. Els quatre pals són senyal reial en record de la pertinença a la vila reial d'Ontinyent fins 1927.
Escut anterior:
L'escut substitueix l'anterior de 1967, que tenia el següent blasonament:
| « | Escut truncat. Al primer, d'or, quatre pals de gules. Al segon, de sinople, quatre llunetes muntants d'argent, dos i dos. Per timbre, una corona reial. | » |

L'Ajuntament feia servir una versió de l'escut d'armes amb els mateixos elements que la descripció oficial però amb una disposició diferent, ja que el representaven partit, dividit en sentit vertical, en comptes de truncat o dividit horitzontalment; les llunetes anaven minvants, amb les puntes cap el flanc destre; i no muntants, amb les puntes cap amunt; i anaven col·locades en pal, verticalment, i no dos i dos.

Escut utilitzat per l'Ajuntament entre 1967 i 2016.
Escut segons el blasonament oficial de 1967.

Els quatre pals recordaven la seva pertinença al Regne de València i, fins al 1927, a la vila reial d'Ontinyent, any en què el poble va obtenir l'autonomia municipal. Les mitges llunes n'eren una al·lusió a l'origen del topònim «l'Alforí», nom històric de la localitat, provinent de l'àrab al-Horí, ‘graner, dipòsit de gra’, segurament en referència a la fertilitat d'aquelles terres, i simbolitzaven les quatre partides dels Alforins que es van segregar del terme d'Ontinyent per a crear el municipi actual.